# Pere II d'Arborea
Pere II d'Arborea, també anomenat Pere II de Bas-Lacon o Bas-Serra o vescomte Pere IV de Bas fou el fill d'Hug I d'Arborea, nominal vescomte de Bas que mai va visitar el vescomtat però que en mantingué el títol, i jutge únic d'Arborea proclamat en vida del pare el 1217. El 1228, en ser considerat aliat dels Visconti de Gallura, favorables a Pisa, fou atacat per Guillem Salusi V de Càller amb ajut de Marià II de Torres, al que va haver de reconèixer un condomini a Arborea, però en els següents anys, aprofitant les lluites internes, va quedar altre cop jutge únic.
El 1231 Eldiarda, regent de Bas, va traspassar la regència del vescomtat del Bas al seu fill Simó I de Palau quan aquest es va casar amb Güeraua d'Anglesola. Pocs anys després, el 1241, Pere d'Arborea va vendre el vescomtat al regent, Simó, que així en va esdevenir vescomte i fou reconegut pel rei.
Va morir el 1241. Es va casar el 1222 amb Diana Visconti, germana del jutge de Gallura, sota pressió d'Ubald Visconti, i més tard, en segones núpcies, amb una dama anomenada Sardínia. Fou pare de Marià II d'Arborea.